# Bel Air (Seszele)

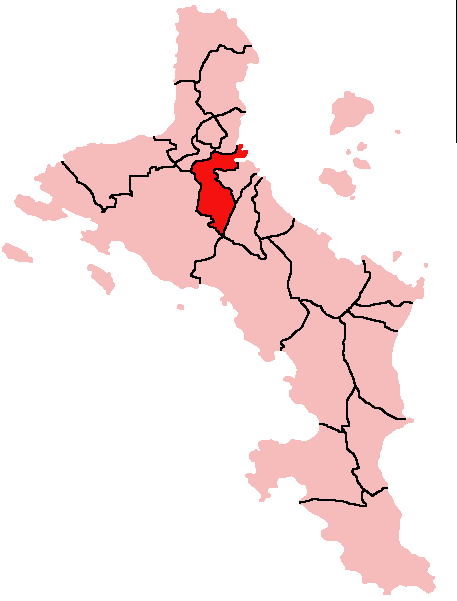
Położenie dystryktu Bel Air na wyspie Mahé

Bel Air – dystrykt położony w północnej części wyspy Mahé; 2 900 mieszkańców (2002).